# Scotland Yard contre Cercle rouge
 (décembre 2023).
Si vous disposez d'ouvrages ou d'articles de référence ou si vous connaissez des sites web de qualité traitant du thème abordé ici, merci de compléter l'article en donnant les références utiles à sa vérifiabilité et en les liant à la section « Notes et références ».
Pour plus de détails, voir Fiche technique et Distribution.
Scotland Yard contre Cercle rouge (titre original : Der rote Kreis en allemand, Den blodrøde cirkel en danois) est un film germano-danois réalisé par Jürgen Roland, sorti en 1960.
Il s'agit de l'adaptation du roman The Crimson Circle d'Edgar Wallace, la deuxième par le cinéma allemand depuis la fin de la Seconde Guerre mondiale.

## Synopsis
Henry Charles Lightman, reconnu coupable de vol et de meurtre, doit être exécuté à la prison de Toulouse. Mais la guillotine est arrêtée par un clou que le bourreau visiblement ivre a enfoncé dans la guillotine, le condamné échappe à sa punition.
Huit ans plus tard, le "Cercle rouge", le patron masqué d’une organisation criminelle brillamment dirigée, terrorise Londres. Les citoyens fortunés sont régulièrement victimes de chantage. Quiconque ne se conforme pas aux demandes de paiement ou se rend à la police sera assassiné. Sur les lieux du crime, il y a le symbole du sinistre syndicat, un cercle rouge. Lady Doringham est également victime de chantage de la part du criminel sans scrupules. Elle est censée remplacer le célèbre collier Doringham, qui est en possession de son mari, par une copie.
M. Beardmore, qui a également reçu des lettres de menaces, se tourne vers le détective expérimenté Derrick Yale. Sous la pression du public, le patron de Scotland Yard, Sir Archibald, l'inspecteur en chef Parr, qui ne progresse guère dans l'affaire du Cercle rouge, décide d'engager le détective privé. Un peu plus tard, un certain Sir David doit lui aussi mourir et Parr lui-même échappe de peu à une tentative d'assassinat.
Dans la propriété de M. Beardmore, Yale et Parr rencontrent son neveu Jack et son béguin, la mystérieuse Thalia Drummond, qui est enregistrée à Scotland Yard comme voleuse et travaille comme secrétaire pour l'obscur M. Froyant. Un Français qui se fait appeler Félix Marles apparaît à la villa Beardmore et s'intéresse à l'entrepôt vide de Beardmore sur la Tamise. Bien que le sergent Haggett ne soit pas censé perdre de vue Lady Doringham, victime de chantage, le Cercle rouge parvient à faire taire ce témoin pour toujours dans la soirée. Pendant la nuit, M. Beardmore, gardé par Yale et Parr, est victime du sinistre fantôme et le matin, un membre de l'organisation criminelle est empoisonné en prison.
Après les funérailles de M. Beardmore, Parr et Yale apprennent que le patron de Thalia Drummond, M. Froyant, fait l'objet d'un chantage de la part du Cercle rouge. Pendant ce temps, le sergent Haggett inspecte un immeuble de bureaux londonien qui appartient désormais à l'unique héritier de Beardmore, Jack. Le bâtiment abrite entre autres le cabinet d'avocats de Leslie Osborne. Le soir, le Cercle rouge gagne deux nouveaux employés : le directeur de la banque en faillite Brabazon et Thalia Drummond, licenciée par Froyant. Brabazon est censé apporter des billets enregistrés à la population. Thalia se voit confier la mission d'espionner la banque de Brabazon en tant que caissière. Elle y rencontre, entre autres, le détective privé Derrick Yale et le mystérieux Felix Marles, assassiné peu de temps après. Le directeur de la banque, Brabazon, renversé par un camion, ne s'en sort pas mieux.
Mme Carlyle, co-héritière et amante de l'oncle assassiné, apparaît soudainement chez Jack Beardmore. Son enfant Dorothy a été kidnappée par le Cercle rouge. Pendant ce temps, M. Froyant, également victime de chantage, se rend à Toulouse et, déguisé en journaliste, fait remettre au directeur de la prison les anciens documents sur l'affaire Henry Charles Lightman. Sur le chemin du retour, il est victime d'une attaque empoisonnée. Lorsque Mme Carlyle se conforme aux exigences du Cercle rouge et paie la rançon pour sa fille, Dorothy est effectivement libérée. Mais il s'avère vite que l'avocat Osborne a profité de l'hystérie générale pour faire chanter sa cliente Mme Carlyle. Derrick Yale est Cercle rouge alias Henry Charles Lightman, gracié à Toulouse. Thalia Drummond est en fait la fille de l'inspecteur en chef Parr, qui a espionné Yale. M. Froyant, qui a survécu à l'attaque empoisonnée dans le train, avait déjà envoyé les documents concernant Lightman à Jack Beardmore avant son voyage de retour. Finalement, Jack et Thalia forment un couple. Lightman se retrouve face au bourreau pour la deuxième fois.

## Fiche technique
- Titre : Scotland Yard contre Cercle rouge
- Titre original allemand : Der rote Kreis
- Titre original danois : Den blodrøde cirkel
- Réalisation : Jürgen Roland
- Scénario : Egon Eis, Wolfgang Menge
- Musique : Willy Mattes
- Direction artistique : Erik Aaes
- Costumes : Lilo Hagen
- Photographie : Heinz Pehlke (de)
- Son : Knud Kristensen
- Montage : Margot Jahn
- Production : Preben Philipsen
- Société de production : Constantin Film, Rialto Film
- Société de distribution : Prisma
- Pays d'origine :  Allemagne de l'Ouest,  Danemark
- Langue : allemand
- Format : Noir et blanc - 1,66:1 - mono - 35 mm
- Genre : Policier
- Durée : 92 minutes
- Dates de sortie :
  -  Allemagne de l'Ouest : 2 mars 1960.
  -  Danemark : 22 août 1960.
  -  Finlande : 24 février 1961.
  -  France : 21 mars 1962[1].
  -  État espagnol : 8 octobre 1962.
  -  Estado Novo (Portugal) : 26 juin 1964.

## Distribution
- Karl Georg Saebisch (de) : Inspecteur Parr
- Renate Ewert : Thalia Drummond
- Klausjürgen Wussow : Derrick Yale
- Thomas Alder : Jack Beardmore
- Alfred Schlageter : M. Beardmore, son oncle
- Erica Beer : Mrs. Carlyle
- Eddi Arent : Sergent Haggett
- Fritz Rasp : Froyant
- E. F. Fürbringer : Sir Archibald Morton
- Edith Mill : Lady Doringham
- Richard Lauffen (de) : Marles
- Heinz Klevenow : Brabazon
- Ulrich Beiger : Osborne
- Albert Watson : Sergent Johnson
- Panos Papadopoulos : Selby
- Richard Grupe (de) : James
- Karl-Heinz Peters (de) : le bourreau
- Günter Hauer : le contrôleur des transports
- Alf Marholm (de) : le directeur de la prison
- Friedrich Schütter (de) : Henry Charles Lightman/le patron du gang

## Production
Preben Philipsen, directeur de la société Rialto Film basée à Copenhague et copropriétaire du distributeur de films Constantin jusqu'en 1955, reprend le distributeur de films Prisma en 1958 afin de reprendre pied sur le marché cinématographique allemand. En étroite collaboration avec le distributeur Constantin, la production d'une série de films basée sur les romans de l'écrivain britannique Edgar Wallace est préparée. Philipsen acquiert les droits cinématographiques des romans La Grenouille avec le Masque et Le Cercle rouge à la fille de Wallace, Penelope Wallace, avec une option pour d'autres adaptations cinématographiques. Alors que La Grenouille attaque Scotland Yard (réalisateur : Harald Reinl) sort en salles par Constantin-Verleih, Le Cercle rouge doit être commercialisé par Prisma-Filmverleih.
Avant même que La Grenouille attaque Scotland Yard ne soit projetée avec succès au cinéma en septembre 1959, Rialto Film prépare la deuxième adaptation cinématographique de Wallace, Le Cercle rouge. Le roman est publié pour la première fois en 1922 sous le titre original The Crimson Circle. La première édition allemande est publiée par Wilhelm Goldmann Verlag en 1927, et depuis 1954, l'ouvrage est disponible sous le nom de Goldmann's Pocket Crime Volume 35. Il s'agit de la deuxième adaptation cinématographique du roman avec une participation allemande. Le film muet Le Cercle Rouge sort en 1929 sous la réalisation de Friedrich Zelnik.
Comme Egon Eis écrivit un scénario pour La Grenouille attaque Scotland Yard sous le pseudonyme de Trygve Larsen, il est de nouveau engagé comme auteur. Dès le début, féru de variété, le jeune réalisateur Jürgen Roland, qui s'est fait connaître un an plus tôt grâce à la série télévisée Stahlnetz, est engagé pour le deuxième adaptation d'Edgar Wallace. Ce sera son premier long métrage. La première version du scénario est révisée par l'auteur Wolfgang Menge, un ami de Roland.
Un nouveau casting est choisi pour les rôles principaux. Ulla Jacobsson est initialement destinée au rôle de Thalia Drummond. À la demande de Jürgen Roland, Renate Ewert reprend le rôle, tandis que Klausjürgen Wussow et Karl Georg Saebisch tiennent les rôles principaux masculins. Les acteurs Ernst Fritz Fürbringer, Fritz Rasp, Eddi Arent et Ulrich Beiger sont déjà présents dans La Grenouille attaque Scotland Yard. Thomas Alder joue sous le masque du Cercle rouge (comme le révèle la bande-annonce) et Friedrich Schütter apporte sa voix.
Scotland Yard contre Cercle rouge doit initialement être tourné au studio de cinéma de Göttingen avec des plans extérieurs à Hambourg. Cependant, le tournage du film en noir et blanc, produit au format grand écran 1:1,66, a lieu à Copenhague et dans ses environs en novembre et décembre 1959. Comme son prédécesseur, les enregistrements en studio sont également tournés dans les studios Palladium à Hellerup (Danemark). Les clichés de Londres ont déjà servi de base pour son prédécesseur, La Grenouille attaque Scotland Yard.
En référence à la série télévisée réalisée par Jürgen Roland, un filet d'acier apparaît en arrière-plan du générique d'ouverture du film. Le réalisateur fait également une apparition en tant que policier à la fin du film. Il s'agit de la deuxième et dernière adaptation cinématographique de Wallace, produite par la société danoise Rialto Film Preben Philipsen S/A. L'année de la première, la filiale allemande Rialto Film Preben Philipsen Filmproduktion und Filmvertrieb GmbH, basée à Francfort-sur-le-Main, est fondée et reprend la production ultérieure de la série de films.
Après avoir coupé la scène dans laquelle Lady Doringham (Edith Mill) est étranglée, le FSK permet la sortie du film le 2 mars 1960 pour les 16 ans et plus. Avec 1,9 million de spectateurs, l'œuvre récupère plusieurs fois ses coûts de production d'environ 600 000 DM (environ 1 583 858 euros).
Après le succès de La Grenouille attaque Scotland Yard et Scotland Yard contre Cercle rouge, Gerhard F. Hummel, responsable des productions Wallace chez Constantin Film Distribution, fait en sorte que Waldfried Barthel et Preben Philipsen obtiennent de Penelope Wallace tous les droits cinématographiques restants de l'œuvre d'Edgar Wallace. Parallèlement aux prochaines productions de Rialto, le producteur Kurt Ulrich prépare une adaptation d'Edgar Wallace, puisqu'il détient déjà les droits cinématographiques du roman The Avenger. Le 5 août 1960 sort en salles Le Vengeur défie Scotland Yard. La prochaine production Rialto/Constantin, Scotland Yard contre le Masque (de), suit à peine 20 jours plus tard, le 25 août.
Scotland Yard contre Cercle rouge est diffusé pour la première fois à la télévision le 8 juin 1974 sur ZDF. Le film est projeté pour la première fois en RDA le 7 mai 1987 sur DFF 2. Pour la sortie DVD de la version originale intégrale, la limite d'âge du film est abaissée de 16 à 12 ans en 2004.

## Source de traduction
- (de) Cet article est partiellement ou en totalité issu de l’article de Wikipédia en allemand intitulé « Der rote Kreis (1960) » (voir la liste des auteurs).

1. 1 2  Fiche Encyclociné
2. ↑  (de) Klaus M. Schmidt, Ingrid Schmidt, Lexikon Literaturverfilmungen : Verzeichnis deutschsprachiger Filme 1945-2000, J.B. Metzler, 2016, 650 p. (ISBN 9783476027276, lire en ligne), p. 197
3. 1 2  (de) Joachim Paschen, « Die Edgar-Wallace-Filme », sur Film- und Fernsehmuseum Hamburg (consulté le 20 décembre 2023)
4. ↑  (en) The German Cinema Book, Bloomsbury Publishing, 2020, 624 p. (ISBN 9781911239420, lire en ligne), p. 60